# Tucano (Bahia)
Tucano é um município brasileiro do estado da Bahia, localizado no nordeste dessa unidade federativa.

## Topônimo
A origem do nome do município se deve ao fato de que, nas matas da região, havia uma diversidade de aves, dentre as quais o tucano.
Outros afirmam que o topônimo se deve aos primeiros habitantes da região, os indígenas tucanos, mas esse grupo só é encontrado na Amazônia.

## História
Os indígenas caçadores-coletores que habitaram o que é hoje Tucano há milhares de anos, ancestrais dos cariris encontrados pelos colonizadores da região, deixaram no território municipal um acervo de arte rupestre, ainda em estudo por especialistas.
A colonização do território de Tucano ocorreu no final do século XVII e início do século XVIII, por meio da pecuária, realizada por vaqueiros ligados à Casa da Torre.
Nas primeiras décadas do século XVIII, foi criado, no local de uma antiga aldeia de indígenas cariris (localizado onde hoje é a sede de Tucano), um aldeamento missionário para a catequese dos mesmos, no qual, por volta de 1727, um frei de nome Apolônio edificou uma capela em louvor a Senhora Santana e Santo Antônio. Sob influência catequista, essa povoação cresceu, sendo elevada, em 1754, à categoria de freguesia, com o nome de Santana e Santo Antônio de Tucano, subordinada à vila de Itapicuru de Cima.
No final do século XVIII, por ordens do Frei Apolônio de Todi, o "apóstolo dos sertões", a matriz de Tucano foi reformada.
A Lei Provincial nº 51, de 21 de março de 1837, elevou a Freguesia de Tucano à categoria de vila, com o nome de Imperial Vila do Tucano, desmembrando-a de Itapicuru. A instalação da nova vila ocorreu dois meses depois, aos 26 de maio daquele ano.
No final do século XIX, o líder messiânico Antônio Conselheiro passou por Tucano e, segundo José Calasans, ele pode ter reformado ou construído o cemitério atual. Sabe-se que tucanenses lutaram na Guerra de Canudos, nessa mesma época. Décadas mais tarde, no final dos anos 1920, Lampião e seu bando também passaram pelas terras tucanenses.
Devido a sucessivas secas, por meio dos decretos estaduais n.º 7.455 e n.º 7.479, de 23 de junho de 1931 e 8 de julho de 1931 respectivamente, extinguiu-se a vila de Tucano, a qual foi anexada ao município de Cipó como um simples distrito. Tucano foi elevada novamente à categoria de município, se desmembrando de Cipó, por meio do Decreto Estadual n.º 8.447, de 27 de maio de 1933, sendo reinstalada em 24 de junho do mesmo ano.
Em 1948, durante perfurações para prospecção de petróleo na Fazenda Macaco, foram descobertas águas termais, transformando essas fontes em um atrativo turístico importante da região. Ao redor dessas termas, formou-se o povoado de Caldas do Jorro.
Por meio da Lei Estadual n.º 1.640, de 15 de março de 1962, o distrito de Quijingue (anteriormente denominado Triunfo), criado em 1917, foi desmembrado de Tucano e elevado à categoria de município.

## Geografia
O município de Tucano está localizado no Polígono das Secas e possui um clima tropical semiárido, sendo sua temperatura média anual de 25,4°C e sua pluviosidade média anual, de 463 mm.
Sobre os aspectos físicos e fitográficos do município de Tucano, Vieira et al. (2005, p. 5) afirmam: “Terrenos que constituem as depressões periféricas e interplanálticas e a bacia sedimentar Recôncavo-Tucano compõem o relevo da área que se apresenta acidentado formando morros arredondados e vales profundos em forma de V no extremo oeste do município, plano e suavemente ondulado com vales abertos na parte central e na forma de tabuleiros na sua porção oriental. A rede de drenagem dendrítica, retangular e localmente paralela, pertence à bacia hidrográfica do rio Itapicuru. Solos dos tipos latossolo vermelho-amarelo álico, planossolo solódico eutrófico e neossolo sustentam a vegetação de caatinga arbórea densa e aberta com zonas de transição caatinga-savana e savana arbórea aberta. É comum a presença de alguns tipos de cactus como: mandacaru, xique-xique, palmatória, palma, macambira, cabeça de frade e árvores de grande porte como: juazeiro, cajueiro, umbuzeiro, umburana, barriguda e quixabeira. Na maior parte do município a vegetação nativa foi substituída por pastos e áreas destinadas ao plantio de culturas cíclicas.”

## Economia
A economia do município de Tucano é baseada na agricultura (sobretudo de milho e feijão), pecuária (de bovinos, caprinos e ovinos) e turismo (tendo como principal atrativo as águas termais de Caldas do Jorro). Além disso, há uma vocação para a manufatura artesanal.

## Filhos ilustres
- Gil Baiano, jogador
- Othon Bastos, ator
- Jackson Berenguer Prado, bispo católico
- Jurandy da Feira, cantor
- João Santana, jornalista